# Górzno (powiat Ostrowski)
Górzno is een dorp in het Poolse woiwodschap Groot-Polen, in het district Ostrowski (Groot-Polen). De plaats maakt deel uit van de gemeente Ostrów Wielkopolski.

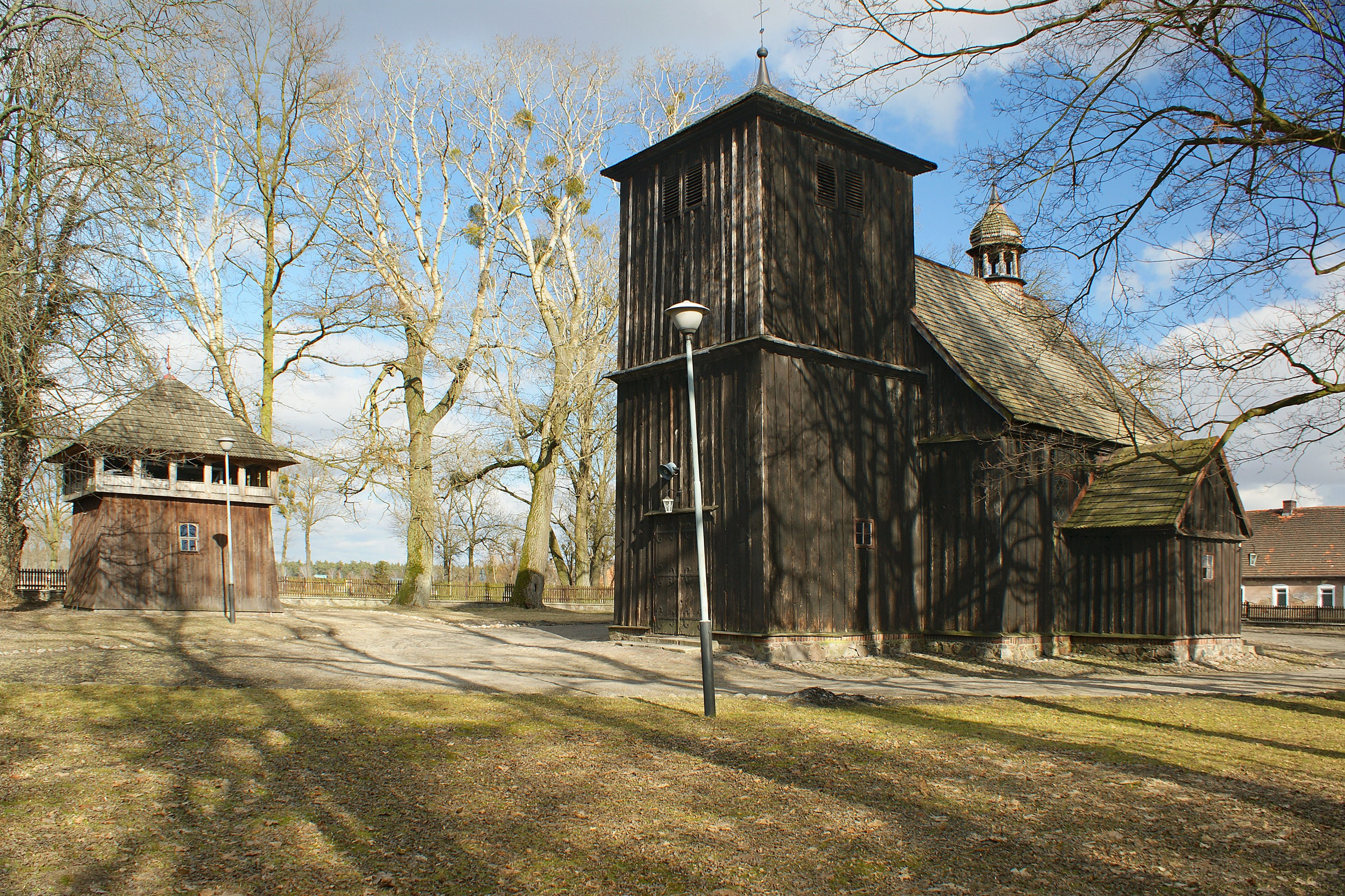
Houten kerkje uit 1755 in Górzno